# 艾维仁
艾维仁（1932年—2018年6月29日），辽宁海城人，中国人民解放军将领、中国人民解放军中将。
1948年3月，参加中国人民解放军，参与辽沈战役。1950年，参加朝鲜战争。1990年，授予中国人民解放军中将，曾任成都军区副政治委员、沈阳军区副政治委员。1992年10月，在中共第十四次全国代表大会上出选为中央纪律检查委员会委员。